# Serhij Hryn
Serhij Mychailowytsch Hryn (ukrainisch Сергій Михайлович Гринь; * 27. Dezember 1981 in Kiew) ist ein ukrainischer Ruderer. Er gewann 2004 eine olympische Bronzemedaille im Doppelvierer. 2006 war er Weltmeisterschaftszweiter und 2018 Weltmeisterschaftsdritter.

## Sportliche Karriere
Hryn erreichte bei den Junioren-Weltmeisterschaften 1999 den vierten Platz im Vierer ohne Steuermann. Bei den Weltmeisterschaften 2002 belegte der 1,95 m große Hryn mit dem ukrainischen Achter den zwölften Platz. 2003 belegte der ukrainische Doppelvierer mit Dmytro Prokopenko, Oleh Lykow, Leonid Schaposchnykow und Serhij Hryn den 13. Platz bei den Weltmeisterschaften in Mailand. Im Jahr darauf trat der ukrainische Doppelvierer bei den Olympischen Spielen 2004 in Athen mit Hryn, Serhij Bilouschtschenko, Lykow und Schaposchnykow an. Nach einem zweiten Platz im Vorlauf hinter dem tschechischen Boot und einem dritten Platz im Halbfinale hinter den Polen und den Deutschen erreichten die Ukrainer im Finale mit zwei Sekunden Rückstand auf die Russen und 1,4 Sekunden Rückstand auf die Tschechen den dritten Platz.
2005 erreichte der ukrainische Doppelvierer bei allen drei Regatten im Ruder-Weltcup das A-Finale. Bei den Weltmeisterschaften in Gifu belegten Schaposchnykow, Bilouschtschenko, Lykow und Hryn den vierten Platz im B-Finale und damit den zehnten Platz in der Gesamtwertung. Ein Jahr später bei den Weltmeisterschaften in Eton ruderten Wolodymyr Pawlowskyj, Dmytro Prokopenko, Serhij Bilouschtschenko und Serhij Hryn im ukrainischen Doppelvierer, der mit anderthalb Sekunden Rückstand auf die Polen den zweiten Platz erreichte und die Silbermedaille gewann. In der gleichen Besetzung trat der ukrainische Doppelvierer auch bei den Weltmeisterschaften 2007 in München an und belegte den sechsten Platz. Drei Wochen nach den Weltmeisterschaften wurden in Posen die Europameisterschaften 2007 ausgetragen. Die Ukrainer traten mit Pawlowskyj, Bilouschtschenko, Lykow und Hryn an und belegten den vierten Platz mit einer Sekunde Rückstand auf die drittplatzierten Weißrussen. Hryn, Pawlowskyj, Lykow und Bilouschtschenko bildeten auch den Doppelvierer, der bei den Olympischen Spielen 2008 in Peking den achten Platz belegte. Einen Monat nach den Olympischen Spielen gewannen die vier Ukrainer die Bronzemedaille bei den Europameisterschaften 2008 in Athen.
2009 trat Serhij Hryn bei den Weltmeisterschaften in Posen im Einer an, belegte aber nur den fünften Platz im C-Finale. Drei Wochen später bei den Europameisterschaften in Brest saß er wieder im Doppelvierer. Hennadij Sachartschenko, Wolodymyr Pawlowskyj, Kostjantyn Saizew und Serhij Hryn gewannen den Titel vor den Weißrussen und Polen. Bei den Europameisterschaften 2010 in Montemor siegten die Polen vor den Kroaten, dahinter erkämpften Pawlowskyj, Hryn, Bilouschtschenko und Iwan Dowhodko die Bronzemedaille. Bei den Weltmeisterschaften 2010 in Neuseeland im November 2010 belegten Iwan Futryk, Dowhodko, Pawlowskyj und Hryn den zehnten und letzten Platz. 2011 trat der ukrainische Doppelvierer bei den Weltmeisterschaften in Bled mit Oleksandr Nadtoka, Wolodymyr Pawlowskyj, Kostjantyn Saizew und Serhij Hryn an und belegte den elften Platz. Bei den Europameisterschaften in Plowdiw erreichten die vier Ukrainer den fünften Platz. Im Jahr darauf belegte der ukrainische Doppelvierer mit Pawlowskyj, Saizew, Hryn und Dowhodko den neunten Platz bei der Olympischen Regatta in Eton. Bei den Europameisterschaften in Varese belegte Hryn mit dem ukrainischen Achter den vierten Platz.
2013 trat Hryn bei den Europameisterschaften in Sevilla mit Wolodymyr Pawlowskyj im Doppelzweier an, die beiden erreichten den zehnten Platz. 2014 belegte Hryn mit dem Achter den achten Platz bei den Europameisterschaften in Belgrad und mit dem Vierer ohne Steuermann den zwölften Platz bei den Weltmeisterschaften in Amsterdam. 2015 gewann Hryn mit Iwan Futryk im Doppelzweier die Bronzemedaille bei den Europameisterschaften in Posen. Bei den Weltmeisterschaften 2015 auf dem Lac d’Aiguebelette belegten die beiden den 17. Platz. Nachdem Hryn und Futryk sich nicht für die Olympischen Spiele in Rio de Janeiro qualifizieren konnten, trat Hryn bei den Weltmeisterschaften in den nichtolympischen Bootsklassen im Zweier mit Steuermann an und belegte dort den zehnten Platz.
2017 kehrte Hryn in den ukrainischen Doppelvierer zurück. Hryn, Artem Morosow, Iwan Dowhodko und Oleksandr Nadtoka belegten den neunten Platz bei den Europameisterschaften; Juri Iwanow, Oleksandr Lukianenko, Hryn und Dowhodko wurden elfte bei den Weltmeisterschaften. 2018 bei den Europameisterschaften in Glasgow ruderten Dmytro Michai, Hryn, Nadtoka und Dowhodko auf den vierten Platz und lagen nur 0,02 Sekunden hinter den drittplatzierten Polen. Bei den Weltmeisterschaften in Plowdiw erkämpften die Ukrainer die Bronzemedaille mit 0,11 Sekunden Vorsprung auf die viertplatzierten Neuseeländer. In der gleichen Besetzung erreichten die Ukrainer 2019 den sechsten Platz bei den Europameisterschaften in Luzern und den zehnten Platz bei den Weltmeisterschaften in Linz/Ottensheim.